# 杖ペチ魔法使い♀の冒険の書
『杖ペチ魔法使い♀の冒険の書』（つえペチまほうつかいのぼうけんのしょ）は、あわ箱による日本の漫画作品。魔法使いの素養がまったくない脳筋気味のフィジカルな主人公が、世界一の魔法使いとなることを目指して、冒険の仲間たちとあれこれ奮闘する魔女っ娘コメディー。『週刊少年マガジン』2017年24号から2018年6号まで連載された。単行本は全2巻。

## あらすじ
マオは、伝説の戦士を父に持ち、母は最強の武闘家という超フィジカル・エリートの家系に生まれながら、本人は可愛い魔法使いになりたくてたまらない少女。だが、彼女の資質は、あくまでパワー系に突出した超脳筋系。魔法使いとしてのLv（レベル）は1であり、「かしこさ」の数値も3にとどまるかなりのおバカ。はっきり言って魔法使いを目指すこと自体が無謀であるが、「一番かわいい」という理由で、あくまでも魔法使いになろうとしていた。
そんな彼女の仲間となった勇者がイサムであった。選ばれし者がなる勇者であるにもかかわらず、存在感0の平凡な資質の持ち主であるイサム。彼は、絶大なるパワーを持つマオを最高の女戦士と見込んで仲間にしたのだが、彼女はあくまで魔法使いであると主張してやまない。
こうして誕生した脳筋魔法使いと最弱勇者のコンビは、さらに全く遊び心のない遊び人のユウと、Hなことに興味津々な隠れビッチ僧侶セイラといった、残念な仲間を加え、冒険という名の迷走を繰り返していくのであった。

## 登場人物
マオ
本作の主人公。「ちから」999のパワーを誇る超脳筋系少女。14歳。父親は伝説の戦士であり、母は最強の武闘家というフィジカル・エリートの家に生まれながら、「一番かわいい」という理由で、可憐な魔法使いを目指している。
しかし、魔法使いとしてのLvは1でMP（マジック・ポイント）は0。その上「かしこさ」の数値は3しかなく、明らかに頭脳や呪文を使う職業に向いていない。 見た目だけでも魔法使いらしく見せるため、「魔法使いっぽい服」と「通販で買った帽子」を初期装備としている。また、男性に対する免疫がほとんどなく、イサムが彼女を仲間にしようと勧誘した際も、その言葉を自分への愛の告白と思い込んでしまったことがある。
イサム
勇者の男子。15歳。選ばれし者がなる勇者でありながら、何のオーラも感じさせない平凡な資質の持ち主。登場時の勇者Lvは1。1人ではスライムにすらボコボコにされ、文字通り最弱の勇者。好きな動物は犬と猫。好きなケーキはいちごのショート。流行りものにはすぐ飛びつき、よく分からなくても、とりあえず行列に並ぶという、凡庸を絵に描いたような男。 酒場で凶悪な男を一撃で倒したマオのパワーにほれ込み、最高の女戦士と見込んで彼女をスカウトした。この時の彼の言葉は、マオに愛の告白と勘違いされ、彼女に惚れられるきっかけとなった。彼はそのことにはいっさい気づいていない。助平であり、マオにセクハラを行うことが多い。
ユウ
マオとイサムの仲間になった遊び人の男子。遊び人は、パーティーの盛り上げ役だが、戦闘ではあまり期待できないのが基本。だが、彼は「遊び人は遊びじゃねえ」がポリシーの、まったく遊び心のない遊び人である。口は悪いが、言うことは一番まとも。パーティーの空気をひきしめるのが真の担当、とまで言われている。重いものを持っているおばあさんの荷物を持ってあげるような優しくまっとうな、男気ある遊び人。マオとはいざこざが絶えない仲。また、セイラの不真面目さにうんざりしているところがある。実はマザコン。
セイラ
マオとイサム、ユウの仲間になった僧侶の乙女。修道院から派遣されてきた。聖職者を自認しているが、中身は物凄い男たらし。すぐに男に身をまかせようとして、テーブルやベッドに横たわる癖を持つ。そのせいか、マオ、イサム、ユウの3名に初対面時から「やべえ奴」と認識された。トラブルを引き起こすことが多い。
マスター
冒険者の酒場のマスターの男性。髪を真ん中で分けた口ひげ中年。小太りで蝶ネクタイがトレードマーク。冒険者たちのパーティーに仲間を紹介したり、彼らが泊まっている部屋の掃除をしたりもする。
マオの両親
マオの両親。父親は伝説の戦士であり、母親は最強の武闘家。このふたりの血を受け継いだため、彼女はパワーに秀でた超脳筋娘となった。マオの幼少期、父親は立派な女戦士に育てようと、嫌がる彼女に、何かとビキニアーマーを着せようとした。このことは彼女のトラウマとなっている。
スライム
チカバの森に出没するモンスター。物理攻撃を無効とするが、火に弱いという弱点がある。スライムを退治するため、イサムはマオに火の魔法を使うようにお願いするが、彼女はまったく魔法が使えず、攻撃は手詰まりとなってしまう。だが、熱に弱いスライムは、恥ずかしいセリフを聞くと、赤面して溶けるという特性があった。イサムは聞いているだけで、精神的ダメージを受けるような恥ずかしい言葉を連呼して、スライムを溶かそうと努力する。しかし、彼らは結局スライムを倒すことができず、自分たちのレベルの低さを痛感して、仲間を増やすことを考え始める。

## 用語
冒険者の酒場（ぼうけんしゃのさかば）
冒険者がたむろする場所。ここで、仲間を増やしたり、食事をとったり、酒を飲んだりする。マスターがこの店を仕切っている。ここでマオはだいたいミルクを飲んでいる。宿泊用の部屋もあり、マオは、ここに泊まっている。
チカバの森（チカバのもり）
街から歩いて15分のところにある森。マオとイサムは、ここでスライムと戦ったが、結局、勝つことができなかった。2人は自分たちの実力のなさを痛感し、仲間を集めることに前向きになった。
ビキニアーマー
屈強な女戦士が装着することの多い装備。肌の露出度が大変高い。幼少時、立派な女戦士に育てようとした父親が、マオに何かとビキニアーマーを着せようとしたため、彼女にとってこの装備はトラウマとなっている。また、そんなマオが「ビキニアーマーを着たがっているのでは！」と勘違いしたイサムは、気をきかせて「胸のサイズが極小の女性でも着られるビキニアーマー」を手配したため、マオに半殺しにされてしまう。
脳筋系（のうきんけい）
「脳みそ筋肉系」の略語。脳みそまで筋肉でできているような、力重視の行動をとりがちで、基本的に知恵を使わなそうなキャラクターを指す言葉。